# Masacre de Palomitas
Se conoce como Masacre de Palomitas al hecho en el cual el 6 de julio de 1976, 11 detenidos fueron sacados de una unidad penal en Salta y asesinados en un enfrentamiento fraguado en el paraje Palomitas (departamento General Güemes), en el sur de la provincia de Salta, a unos 50 km de la capital provincial.

## Antecedentes
En 1973 se levantó la proscripción al peronismo, Héctor Cámpora fue elegido presidente en las primeras elecciones libres desde 1955, y en Salta el doctor Miguel Ragone fue elegido gobernador por más del 54% de los votos. Miguel Ragone provenía de la resistencia peronista que luchó contra la dictadura de Eduardo Lonardi, Pedro Eugenio Aramburu y posteriormente contra la dictadura de Ongania.
El 24 de marzo durante la madrugada se produce el golpe de Estado contra el gobierno constitucional de Isabel Martínez de Perón, instalándose en el poder la dictadura de ideología liberal conservadora autodenominada Proceso de Reorganización Nacional, durante la cual se sucederían constantes y masivas violaciones a los derechos humanos.
Durante la noche del 6bde julio de 1976 en Salta cinco mujeres y seis hombres que eran presos políticos fueron sacados a la fuerza  del penal de Villa Las Rosas, en Salta, los llevaron en un camión del Ejército hasta un paraje desierto y los fusilaron para luego disfrazar sus muertes como el resultado de un tiroteo durante un intento de fuga.
La Masacre contó con la participación y posterior encubrimiento del entonces juez Ricardo Lona, bajo cuya custodia y jurisdicción fueron asesinados once presos políticos en la masacre de Palomitas en 1976 y el gobernador de Salta, Dr Ragone. El exjuez se encuentra cumpliendo prisión domiciliaria y ha sido acusado como principal responsable y encubridor, desde su cargo en la judicatura, de las matanzas que tuvieron lugar en la provincia de Salta durante la dictadura militar. Las asociaciones de derechos humanos y familiares de las víctimas han manifestado su profundo malestar ante la decisión de Gil Lavedra de asumir una tarea de defensa del magistrado salteño.  Ricardo Lona, esta acusado de encubrimiento en el secuestro y desaparición del exgobernador peronista provincial Miguel Ragone y otras víctimas de la represión. Con el primero de estos decretos, dictado a principios de febrero de 1975, se inició en la provincia una etapa de detenciones y encarcelamientos de militantes sociales o personas sospechadas de pertenencia a movimientos de izquierda.
El 11 de marzo de 1976 el exgobernador Miguel Ragone es secuestrado en la vía pública, en horas de la mañana. Permanece desaparecido.
El 24 de marzo de 1976 se produce el golpe de Estado que instala la dictadura autodenominada Proceso de Reorganización Nacional. Carlos Alberto Mulhall, entonces coronel del Ejército Argentino, se posiciona como la máxima autoridad de la provincia de Salta.

## La masacre
El 5 de julio de 1976, el entonces coronel Carlos Alberto Mulhall remitió al juez federal de Salta un listado con los nombres de 9 personas detenidas en el penal de Villa Las Rosas que serían trasladadas a la provincia de Córdoba. Al día siguiente, el mismo coronel envía al Director de Institutos Penales listado con los nombres de 11 detenidos, para que sean preparados para su traslado.
Al anochecer del 6 de julio de 1976 personal del Ejército retiró del penal a los 11 detenidos, en un operativo que incluyó efectivos de las policías provincial y Federal, con el apoyo de personal del Servicio Penitenciario. Se había ordenado no registrar en los libros de la cárcel la salida de los presos y retirar de los lugares de acceso a todo el personal subalterno, dejando solo personal de custodia en los puestos de vigilancia de los muros del penal.
Dos efectivos del servicio penitenciario que prestaban servicios en el penal testificaron acerca de lo sucedido. La orden emitida por Mulhall, archivada dentro de la documentación del penal, fue integrada como elemento de prueba al expediente judicial.
Los detenidos fueron subidos a un camión que se trasladó hasta Palomitas, un paraje despoblado sobre la ruta 34, a unos 50 km hacia el sur de la ciudad de Salta. Allí fueron puestos en una fila y ejecutados, entre las 22 y las 22:30 del mismo día.
Luego de la ejecución, se modificó la escena a fin de fraguar una situación de enfrentamiento. Los cuerpos fueron dinamitados y se eliminó toda la documentación en la cercana unidad policial.

### Masacre
Masacre es un término utilizado para referirse a un tipo de asesinato, habitualmente de varias personas, caracterizado por la indefensión de las víctimas. Aunque el término masacre es impreciso en sus alcances, suele aplicarse a situaciones en las que existe una gran desigualdad de poder entre víctimas y victimarios, y los asesinatos se presentan como crueles, alevosos e innecesarios. El sacerdote brasileño Leonardo Boff relaciona la masacre con la cobardía.

## Víctimas
En el comunicado de Mulhall a la justicia federal, fechado el 11 de julio de 1976 se detalla la "nómina del personal subversivo muerto y prófugo":
- Alberto Simón Savranski: Nacido en la ciudad de San Miguel de Tucumán el 31 de julio de 1947. Detenido en el penal de Villa Las Rosas desde el 17 de febrero de 1975.[17]
- Leonardo Benjamin Avila: Nacido en la ciudad de Salta el 22 de julio de 1938. Detenido en el penal de Villa Las Rosas desde junio de 1975.[18]
- Raquel Celia Leonard de Avila: Nacida en la ciudad de Salta el 22 de julio de 1943. Detenida en el penal de Villa Las Rosas desde el 22 de junio de 1975.[19]
- Rodolfo Pedro Usinger: Nacido en la ciudad de Rosario (provincia de Santa Fe) el 31 de julio de 1947. Detenido en el penal de Villa Las Rosas desde marzo de 1975.[20]
- María Amarú Luque de Usinger: Nacida en la ciudad de Rosario (provincia de Santa Fe) el 6 de abril de 1950. Detenida en el penal de Villa Las Rosas desde el 28 de abril de 1975.[21]
- Roberto Luis Oglietti: Nacido el 21 de enero de 1956 en la ciudad de Buenos Aires. Detenido en el penal de Villa Las Rosas desde junio de 1975.[22]
- Pablo Eliseo Outes: Nacido en la ciudad de Salta el 2 de febrero de 1929. Detenido inicialmente en la delegación de la Policía Federal en Salta el 2 de noviembre de 1975. En el acta de defunción figura que su fallecimiento se produjo en el Departamento Trancas, en la provincia de Tucumán.[23]
- José Víctor Póvolo: Nacido en la provincia de Salta el 28 de julio de 1947. Detenido en el penal de Villa Las Rosas desde junio de 1975. En el acta de defunción figura que su fallecimiento se produjo en el Departamento Trancas, en la provincia de Tucumán.[24]
- María del Carmen Alonso de Fernández: Nacida en la provincia de Jujuy el 17 de julio de 1937. Detenida en el penal de Villa Las Rosas desde el mayo de 1975. En el acta de defunción figura que su fallecimiento se produjo en el Departamento Trancas, en la provincia de Tucumán.[25]
- Jorge Ernesto Turk Llapur: Nacido en la ciudad de San Salvador de Jujuy el 8 de julio de 1944. Detenido en la Jefatura de Policía de la ciudad de San Salvador de Jujuy desde el 28 de mayo de 1976. En el acta de defunción figura que su fallecimiento se produjo en el Departamento Trancas, en la provincia de Tucumán.[26]
- Evangelina Botta de Linares o Nicolay. Nacida en la ciudad de Rosario (provincia de Santa Fe) el 20 de julio de 1946. Detenida en el penal de Villa Las Rosas desde el 17 de junio de 1975.[27]
- Georgina Graciela Droz: Nacida en la ciudad de Santa Fe el 26 de junio de 1941. Detenida en la ciudad de San Miguel de Tucumán desde marzo de 1975.[28]

Alberto S. Sabransky, Rodolfo P. Usinger, María A. Luque y Georgina G. Droz militaban en Montoneros. Roberto L. Oglietti, Evangelina M. Botta,  José V. Povolo, María del Carmen Alonso de Fernández, Celía de Ávila y Benjamín Leonardo Ávila estaban enrolados en el Ejército Revolucionario del Pueblo y padecerían el cautiverio desde fines de junio. Pablo Eliseo Outes sería el último que ingresaría a Villa Las Rosas tras un corto exilio en Venezuela.
Varias de las víctimas fueron inhumadas en distintos puntos, de Salta y las provincias vecinas. Los cuerpos de Georgina Droz y Evangelina Botta nunca fueron recuperados. Los delitos vinculados a esta masacre se extendieron a la documentación vinculada. Algunos de los certificados de defunción fueron firmados por Quintín Orué, quien no figura inscripto como médico en ningún registro profesional del país.
Se entregaron los cajones cerrados del matrimonio Ávila y de María del Carmen Alonso. En el caso de los primeros, éstos fueron exhumados legalmente y se comprobó el terror petrificado en sus cuerpos al encontrar balas del ejército, lo que confirma la responsabilidad de las Fuerzas Armadas en los crímenes. En Yala, Provincia de Jujuy, se encontraron los cadáveres del matrimonio Usinger, de Oglietti y de Dominga Alvarez, la única presa política sacada del Penal de Jujuy cuyo cuerpo apareció.

## Justicia
- La causa por la masacre se reabrió en 2002 y las detenciones de los responsables se concretaron tras la anulación de las leyes de impunidad.[32]
- En mayo de 2003 se produjeron los primeros procesamientos.[32]
- En febrero de 2005, el represor del Tercer Cuerpo de Ejército, Luciano Benjamín Menéndez, se negó a declarar en Salta en la causa por la masacre de las Palomitas. Menéndez estaba implicado por su posición en la cadena de mandos, dado que la Guarnición del Ejército Salta, que ejecutó los crímenes dependía del III Cuerpo de Ejército bajo su mando.[33]
- En diciembre de 2006, se le concedió a Espeche el beneficio de prisión domiciliaria. Su defensa reclamó su excarcelación ante la Corte Suprema de Justicia de la Nación.[34]
- En octubre de 2007, la Corte Suprema dejó firme la prisión preventiva de los acusados por la masacre de Palomitas. El máximo tribunal lo decidió ante un pedido de excarcelación del exjefe de la guarnición Salta del Ejército, coronel Carlos Alberto Mulhall; el exjefe de Policía de esa provincia, teniente coronel Miguel Gentil, y el capitán Hugo Espeche.[35]
- En enero de 2010, la Justicia federal de Salta comenzó a juzgar por estos crímenes a estos represores.[32] Los principales responsables fueron condenados a reclusión perpetua por el juez federal Carlos Olivera Pastor.[36]
- En noviembre de 2015, la Cámara Federal de Salta confirmó el auto de prisión preventiva al exjuez federal de esa ciudad, Ricardo Lona, a quien consideró como partícipe necesario en los homicidios doblemente calificados de 11 presos políticos durante la denominada Masacre de Las Palomitas. El tribunal consideró acreditado que Lona "contribuyó intencionalmente, desde su función como magistrado, con el terrorismo de Estado, permitiendo que los hechos aquí descriptos como delitos de lesa humanidad pudiesen cometerse, garantizando la impunidad judicial a sus autores durante largos años".[37] Durante casi una década, Lona salió indemne de todos los procesos por su actuación durante el terrorismo de Estado. En 2004, cuando todavía era camarista, fue sometido a un juicio político justamente por haber consentido y no investigado la Masacre de Palomitas. Frente a las evidencias y a los reclamos de los familiares de los detenidos, incluso antes del fusilamiento, Lona contó con el apoyo de una sólida red de contención en la corporación judicial.[38]
- En 2016, el fiscal Carlos Amad respondió, con reflexiones e información, al exministro Ricardo Gil Lavedra, que en declaraciones periodísticas se pronunció por dar por concluidos los juicios y causas por delitos de lesa humanidad perpetrados durante el terrorismo de Estado. El rol de Gil Lavedra como abogado defensor del exjuez Lona, cuyas imputaciones amplió la Fiscalía salteña dos días antes de las declaraciones del ex camarista.[39]

## Homenaje
En julio de 2016 y a 40 años de la masacre, diferentes organizaciones sociales, políticas, sindicales y de derechos humanos participaron de una conmemoración especial: se concentraron en el Portal de la Memoria, en Yrigoyen y San Martín y de allí partieron en colectivos y autos particulares hasta Palomitas, donde realizaron los recordatorios.  También participaron grupos de Jujuy, Tucumán y Rosario de Santa Fe.
Existe además monolito que recuerda la masacre, el cual está ubicado en el paraje Palomitas, sobre la ruta nacional 34, a 65 kilómetros de Salta capital.

### Poemas
El libro Incesante memoria de la poeta salteña Teresa Leonardi Herrán contiene tres poemas vinculados a la masacre de Palomitas: “Masacre de Palomitas”, “Masacre de Palomitas II” y “Georgina Droz”.